# 国立清華大学
国立清華大学（こくりつせいかだいがく、英語: National Tsing Hua University、公用語表記: 國立清華大學）は、台湾省新竹市東区光復路2段101号に本部を置く中華民国の国立大学。1956年創立、1955年大学設置。大学の略称は清華大学、清大、NTHU。
中華人民共和国に接収された北平の中国清華大学を中華民国政府が台湾に再興した大学。

## 概観
現在では工学系以外にも人文社会学においても高等教育、研究を行っている。2002年、指定国立研究大学7校（現在6校）の一つに指定される。さらに、日本台湾交流協会は清大を台湾の7名門大学の1校に紹介した。
2021年日台バイオシンポジウム（2021 Japan-Taiwan Symposium）。科学技術振興機構理事長の濱口道成、京都大学総長の湊長博、奈良先端大学長の塩﨑一裕、輔仁大学学長の江漢声、国立清華大学学長の賀陳弘そしてこの4つのトップ大学の副校長、多くの学者（ノーベル賞有力候補の北川進氏を含む）が出席した。

## キャンパス
いずれも新竹市所在。
校本部：新竹市光復路二段101號
南大キャンパス：新竹市南大路521號

## 沿革
| 年     | 月日 | 事跡 |
| ------ | ---- | --- |
| 1955年 | -    | 原子科学研究所を設立                                                                                                 |
| 1962年 | -    | 数学研究所を設立 |
| 1964年 | 7月  | 大学部として核子工程系及び数学系を設置                                                                               |
| 1965年 | -    | 物理学系を設置 |
| 1966年 | -    | 化学系を設置 物理学研究所を設置                                                                                      |
| 1967年 | -    | 物理研究所博士課程を設置                                                                                             |
| 1968年 | -    | 化学研究所を設置 |
| 1972年 | -    | 応用化学研究所、応用物理研究所、応用数学研究所、材料科学工程学系、工業化学研究所、工業化学系、動力機械工程学系を設置 |
| 1974年 | -    | 分子生物研究所、工業工程学系、化学研究所博士課程を設置 ，均開始招理学院、工学院、原子科学院を設置                    |
| 1976年 | -    | 電機電力工程系，電子計算機中心を設置                                                                                 |
| 1978年 | -    | 高分子研究所を設置                                                                                                   |
| 1979年 | -    | 工業化学研究所博士課程を設置                                                                                         |
| 1980年 | -    | 工業工程研究所、中国語文学系を設置                                                                                   |
| 1981年 | -    | 動力機械工程、材料科学工程、原子核工程研究所博士課程を設置                                                           |
| 1982年 | -    | 数学研究所博士課程、外國語文学系を設置                                                                               |
| 1984年 | -    | 人文社会学院の経済学系及び分子生物研究所博士課程を設置                                                               |
| 1985年 | -    | 歴史研究所修士課程及び工業工程研究所博士課程を設置                                                                   |
| 1987年 | -    | 社会人類学研究所修士課程及び原子科学研究所博士課程を設置                                                             |
| 1988年 | -    | 統計学研究所、経済学研究所修士課程を設置                                                                             |
| 1989年 | -    | 文学研究所修士課程、統計学研究所博士課程、輻射生物研究所博士課程を設置                                               |
| 1990年 | -    | 資訊系及語言学研究所博士課程を設置                                                                                   |
| 1991年 | -    | 生物医学研究所修士課程、生命科学系を設置                                                                             |
| 1992年 | -    | 生命科学院及び生命科学系、生命科学研究所を設置                                                                       |
| 1994年 | 8月  | 工程管理研究所修士課程、哲学研究所修士課程、文学研究所博士課程を設置                                                 |
| 1995年 | -    | 教職課程を設置 |
| 1996年 | -    | 歴史研究所博士課程、社会人類学研究所人類学組博士課程を設置                                                           |
| 1997年 | -    | 生物技術研究所を設置                                                                                                 |
| 1998年 | -    | 電機情報学部を設置                                                                                                   |

## 大学ランキング
- QS世界大学ランキング：第210位（2025年）[5]
- QS世界大学ランキング- 学部課程：第148位（2025年）[5]
- THE世界大学ランキング：第401-500位（2025年）[6]
- USニュース：ベストグローバル大学：第509位（2025年）[7]

## 校歌
現在の校歌は1923年作成された三節からなるもの。作詞者は汪鸞翔、作曲者は張麗珍、編曲者は趙元任である。

## 組織
電機情報学部
- 電機システム学科/研究科
- 情報システム学科/研究科
- 電子システム研究科
- 通訊システム研究科
- 光電システム研究科
- 情報システム応用研究科

理学部
- 数学科/研究科
- 物理学科/研究科
- 化学科/研究科
- 統計学研究科

工学部
- 動力機械エンジニア学科/研究科
- 化学エンジニア学科/研究科
- 材料科学エンジニア学科/研究科
- 工業エンジニア及びシステム管理学科/研究科
- ナノテクシステム研究科

生命科学部
- 生命科学科
- 生物科技研究科
- 分子医学研究科
- 分子及び細胞生物研究科
- 生物情報及び生物構造研究科

原子力科学部
- 原子力科学科/研究科
- システムエンジニア科学科/研究科

人文社会学部
- 人文社会学科
- 中国文学科/研究科
- 外国文学科/研究科
- 経済学科/研究科
- 歴史研究科
- 言語学研究科
- 人類学研究科
- 社会学研究科
- 哲学研究科
- 台湾文学研究科

テクノロジー管理学部
- 計量財務金融学科
- テクノロジー管理研究科
- テクノロジー法律研究科

教育学部
- 教育と学習科学技術専攻（学科、研究科）
- 体育専攻（学科、研究科）
- 幼児教育専攻（学科、研究科）
- 特殊教育専攻（学科、研究科）
- 教育心理とカウンセリング専攻（学科、研究科）
- 人力資源とデジタル学習科学技術専攻（研究科）
- 英語教育専攻（学科、研究科）
- 数学と科学教育専攻（研究科）
- 環境・文化資源専攻（学科、研究科）
- 台湾言語研究と教育専攻（研究科）

芸術学部
- 音楽学専攻（学科、研究科）
- 芸術と設計専攻（学科、研究科）

研究センター
- 原子科学技術発展センター
- 材料科学センター
- コンピューター及び通信技術研究開発センター
- 生物工程センター
- 科学儀器センター
- 貴重儀器中センター
- 国家理論科学センター
- 集積回路設計技術研究開発センター
- 科学技術及び社会学研究センター
- ナノテクノロジー研究センター
- 光電研究研究センター
- 清大/工研院連合研究センター
- 現代中国研究センター
- 高等教育研究センター
- エネルギー環境研究センター
- 脳科学研究センター

## 学生
Category:国立清華大学出身の人物を参照。

## 教員

### 歴代校長
| 代     | 氏名             | 任期   |
| ------ | ---------------- | ------ |
| 初代   | 梅貽琦           | 1956年 |
| 第2代  | 陳可忠           | 1962年 |
| 第3代  | 閻振興           | 1969年 |
| 第4代  | 徐賢修           | 1970年 |
| 第5代  | 毛高文           | 1981年 |
| 第6代  | 劉兆玄           | 1987年 |
| 第7代  | 李家同           | 1993年 |
| 第8代  | 沈君山           | 1994年 |
| 第9代  | 陳信雄           | 1997年 |
| 第10代 | 劉炯朗           | 1998年 |
| 第11代 | フランク・シュー | 2002年 |
| 第12代 | 陳文村           | 2006年 |
| 第13代 | 陳力俊           | 2010年 |
| 第14代 | 賀陳弘           | 2014年 |

## 日本の学生交流協定校
- 東京大学
- 京都大学
- 東京工業大学
- 大阪大学
- 東北大学
- 名古屋大学
- 九州大学
- 北海道大学
- 横浜国立大学
- 筑波大学
- 千葉大学
- 福井大学
- 名古屋工業大学
- 広島大学
- 熊本大学
- 早稲田大学
- 慶應義塾大学
- 芝浦工業大学
- 大阪工業大学
- 同志社大学